# Lauren Sullivan
Lauren Sullivan est une personnalité politique britannique.

## Biographie
Lauren Sullivan effectue des recherches sur les maladies tropicales négligées sous la direction du professeur Regius Michael Ferguson à l'université de Dundee, en se spécialisant dans la maladie du sommeil africaine.
En 2024, elle est élue députée.